# Corea del Sur en los Juegos Paralímpicos de Salt Lake City 2002
Corea del Sur estuvo representada en los Juegos Paralímpicos de Salt Lake City 2002 por seis deportistas, cinco hombres y una mujer.

## Medallistas
El equipo paralímpico surcoreano obtuvo las siguientes medallas:
| Nombre       | Deporte      | Evento                         |
| ------------ | ------------ | ------------------------------ |
| Oro          |              |                                |
| —            |              |                                |
| Plata        |              |                                |
| Han Sang-Min | Esquí alpino | Eslalon gigante LW12 masculino |
| Bronce       |              |                                |
| —            |              |                                |